# المدرسة الإسلامية الإنجليزية
المدرسة الإسلامية الإنجليزية (بالإنجليزية: Islamia English School)‏، والمختصرة باسم IES، هي مدرسة متوسطة إنجليزية تقع في حي الظفرة في أبو ظبي. تم تصنيفها على أنها مُرضية من قبل مجلس أبوظبي للتعليم. غالبية الطلاب من أبناء المغتربين الباكستانيين الذين يعيشون في أبو ظبي، مع أقليات كبيرة من الطلاب الهنود والبنغلادشيين والعرب أيضًا. يدير المدرسة مجلس إدارة وشركاء، وأغلب أعضاء الإدارة من عائلة درويش وأحفاد الشركاء المؤسسين الثلاثة. تأسست المدرسة الإسلامية الإنجليزية من قبل المؤسس الراحل درويش بن كرم رئيسًا.

## تعليم
هذه المدرسة تابعة للمجلس الفيدرالي للتعليم المتوسط والثانوي في إسلام آباد، باكستان، وبدأت لتوفير تعليم شهادة الثانوية العامة وفق المناهج الباكستانية، لكنها لم تعد تدرس المناهج الباكستانية. كانت الدفعة الأخيرة التي قدمت امتحانات المجلس الفيدرالي هي دفعة 2010-2011. وهي تابعة لـ(Edexcel) لتوفير تعليم الشهادة العامة الدولية للتعليم الثانوي والمستوى المتقدم في الشهادة العامة للتعليم.

### المواد الأكاديمية
تأسست المدرسة على أساس مبدأ تقديم المواد العلمية (العلوم، العلوم الاجتماعية، اللغات الحديثة) والتعليم الإسلامي (القرآن، اللغة العربية، الدراسات الإسلامية) للطلاب. تقدم دروسًا في الرياضيات، والأحياء، والكيمياء، والفيزياء، والدراسات الباكستانية، واللغة الأردية، (ولغة الطالب الأم من الصف الرابع فصاعدًا) العربية، والدراسات الإسلامية، والعلوم الاجتماعية، واللغة الإنجليزية، والأدب الإنجليزي، والاقتصاد، ودراسات الأعمال، والمحاسبة، وتكنولوجيا المعلومات والاتصالات والتربية البدنية. بدءًا من الصف الحادي عشر فصاعدًا، يقرر الطلاب بين موضوعات التجارة والعلوم. تشمل موضوعات التجارة المحاسبة والمالية والاقتصاد، بينما تشمل المواد العلمية الفيزياء والكيمياء والبيولوجيا / الرياضيات (اعتمادًا على تفضيل الطلاب لما قبل الطب أو ما قبل الهندسة).

### مشروع حفظ القرآن
من السمات المميزة للمدرسة مشروع حفظ القرآن. يجري حفظ القرآن على مدى 5 سنوات (من الصف الثالث إلى الصف السابع) دون الإخلال بالدراسات المنتظمة للتلاميذ. هذا الخيار مفتوح للطلاب المستحقين والمتميزين - بنين وبنات.

## مرافق
توفر المدرسة المرافق التالية التي تلبي احتياجات التنمية الشاملة للتلاميذ.

### التنمية الجسدية
1. طاولات تنس الطاولة.
2. صالة للألعاب في الهواء الطلق.
3. الألعاب الداخلية مثل كرة السلة والكرة الطائرة وكرة الريشة.
4. الألعاب الخارجية مثل كرة القدم والكريكيت (أرضية أسمنتية).
5. تعليمات حول إخلاء المباني وإدارة الكوارث.

### التطوير الأكاديمي
1. مختبرات العلوم المجهزة تجهيزًا جيدًا للفيزياء والكيمياء والأحياء والتصميم والتكنولوجيا.
2. معمل علوم عام للصفوف الأصغر.
3. معمل تكنولوجيا المعلومات والاتصالات (منفصل لجميع الأقسام).
4. مكتبة المدرسة الصغيرة.
5. قاعة للندوات والوظائف المدرسية، وقاعة متعددة الأغراض وغرف الموارد للأحداث.
6. مسجد.
7. غرف نشاط لجميع الأقسام. غرف الأنشطة مجهزة بوسائل مساعدة سمعية وبصرية، وجهاز عرض ضوئي في الفصول، ووسائط متعددة، وحاسوب.

## إنجازات
حصلت المدرسة الإسلامية الإنجليزية على المركز الثالث في البطولة السادسة عشرة لألعاب القوى عام 2014.
وهناك العديد من المتفوقين في الشهادة العامة الدولية للتعليم الثانوي من طلاب المدرسة.
حصلت المدرسة الإسلامية الإنجليزية على تصنيف «ب شامل» من تفتيش مجلس أبوظبي للتعليم.